# Летбридж (віадук)
Летбридж (фр. Viaduc de Lethbridge, англ. Lethbridge Viaduct) — залізничний сталевий віадук типу «естакадного мосту» в місті Летбридж, Південна Альберта, Канада. Також відомий під назвою «Хай-Левел-Бридж». Найбільша залізнична споруда країни й найбільша споруда подібного типу в світі.

## Опис
У будівництві віадука брали участь близько сотні робітників. Сталь для мосту була виготовлена в містечку Вокервіль (як населений пункт припинив існувати в 1930-х роках, нині — історична місцевість). Замовником, дизайнером і власником віадука стала Канадська тихоокеанська залізниця. Для будівництва цього мосту на місці був споруджений величезний підйомний кран, який не мав тоді аналогів у світі — тільки на нього пішло близько 100 000 доларів. Всього на віадук потрібні були 12 400 тонн сталі, на доставку якої знадобилися 645 залізничних вагонів, ще 40 вагонів потрібні були для доставки устаткування. Основна конструкція віадука складається з 44 балок довжиною по 20,4 метрів і 22 балок довжиною по 30,2 метрів. Початок і кінець моста знаходяться на висоті 900—910 метрів над рівнем моря.
Новий віадук замінив собою дерев'яний міст через річку Олдмен, який сам по собі вражав на той час: 894 метри завдовжки і 20 метрів заввишки.

## Основні параметри
- Прольотів: 32
- Довжина: 1624 м
- Ширина: 32,6 м
- Висота: 95,7 м
- Вартість будівництва: 1 334 525 доларів
- Будівництво: літо 1907 року — червень 1909 роки (відкриття в серпні 1909 року)
- Головний інженер: Джон Едвард Швітцер